# Selenia schizomedia
Selenia schizomedia är en fjärilsart som beskrevs av Barend J. Lempke 1970. Selenia schizomedia ingår i släktet Selenia och familjen mätare. Inga underarter finns listade i Catalogue of Life.